# Аппер-Су
Аппер-Су (англ. Upper Sioux Indian Reservation) — индейская резервация сиуязычного народа санти, расположенная в юго-западной части штата Миннесота, США.

## История
В 1851 году правительство США подписало договор Траверс-де-Су с племенами санти, согласно которому, вдоль реки 
Миннесота была создана индейская резервация. Она занимала территорию шириной около 30 км и длиной 110 км. Санти были вынуждены уступить Соединённым Штатам 97 000 км² (24 миллиона акров) земли по цене семь центов за акр. Резервация была разделена на два агентства — Аппер-Су, где разместились сиссетоны и вахпетоны, и Лоуэр-Су, в котором были поселены мдевакантоны и вахпекуте.
В 1862 в агентстве Лоуэр-Су индейцы подняли восстание из-за отсутствия продовольствия — американские власти перестали выплачивать им денежную компенсацию за их земли и они не могли приобрести необходимые продукты питания у белых торговцев. После подавления восстания не только повстанцы, но и санти агентства Аппер-Су и виннебаго, не участвовавшие в нём, были изгнаны из Миннесоты, а их резервации ликвидированы.
Через  некоторое время часть санти, в основном мдевакантоны, стали покидать резервации, расположенные за пределами штата Миннесота, и возвращаться на свою родину в долину реки Миннесота. В 1938 году федеральное правительство вернуло племени 746 акров бывших земель вдоль реки Миннесоты в соответствии с Законом о реорганизации индейцев, принятом Конгрессом США во время правления президента Франклина Делано Рузвельта.

## География
Резервация расположена вдоль реки Миннесота в восточной части округа Йеллоу-Медисин, примерно в 185 км к западу от города Миннеаполис.
Общая площадь резервации, включая трастовые земли (0,76 км²), составляет 6,07 км², из них 5,96 км² приходится на сушу и 0,11 км² — на воду. Административным центром резервации является город Гранит-Фолс.

## Демография
По данным федеральной переписи населения 2000 года, в резервации проживало 57 человек.
Согласно федеральной переписи населения 2020 года в резервации проживало 120 человек, насчитывалось 65 домашних хозяйств и 49 жилых домов. Средний доход на одно домашнее хозяйство в индейской резервации составлял 46 719 долларов США. Около 12,1 % всего населения находились за чертой бедности, в том числе 11,4 % тех, кому ещё не исполнилось 18 лет, и ни одного старше 65 лет.
Расовый состав распределился следующим образом: белые — 10 чел., афроамериканцы — 3 чел., коренные американцы (индейцы США) — 82 чел., азиаты — 0 чел., океанийцы — 0 чел., представители других рас — 1 чел., представители двух или более рас — 24 человека; испаноязычные или латиноамериканцы любой расы составили 5 человек. Плотность населения составляла 19,77 чел./км².

## Комментарии
1. ↑  В состав резервации входит часть населённого пункта.